# Sean Yseult
Pour les articles homonymes, voir Yseult et Reynolds.
Sean Yseult (de son vrai nom Shauna Reynolds) est une musicienne américaine née le 6 juin 1966 en Caroline du Nord. Multi-instrumentiste, elle a joué dans de nombreux groupes, notamment en tant que bassiste au sein de White Zombie. Son père, Michael S. Reynolds, était un biographe reconnu d'Ernest Hemingway.

## Carrière musicale
Sean Yseult a été bassiste dans le groupe de metal White Zombie pendant 12 ans, jusqu'à ce que le groupe disparaisse en 1998. En 1996, elle a participé avec Jay Yuenger à un groupe hommage aux Germs, Ruined Eye. Après la séparation de White Zombie en septembre 1998, Sean a joué dans le groupe Rock City Morgue. Elle a également formé en 1995 le groupe Famous Monsters, au sein duquel on retrouve Katie Lynn Campbell, bassiste actuelle du groupe de Toronto C'mon (en).
En septembre 2006, il a été dit que Sean prendrait la basse au sein du légendaire groupe punk The Cramps, pour leur tournée d'Hallowen (octobre/novembre). Mais comme elle l'a affirmé lors d'un entretien accordé à un site de fans, Sean ne tiendra pas ce rôle de façon permanente.